# Egesina formosana
Egesina formosana là một loài bọ cánh cứng trong họ Cerambycidae.